# هراچیک بابایان
هراچیک بابایان (ارمنی: Հրաչիկ Բաբայան؛ زادهٔ ۱ اوت ۱۹۹۶ در ایروان) تیرانداز اهل ارمنستان است. وی در رشته تفنگ بادی ۱۰ متر در بازی‌های المپیک تابستانی ۲۰۱۶ به رقابت پرداخت. بابایان در در بازی‌های المپیک تابستانی جوانان ۲۰۱۴ برنده مدال نقره شد.

## نتایج مهم
| رویداد                    | راهیابی  | راهیابی | نهایی    | نهایی |
| رویداد                    | امتیازات | رتبه    | امتیازات | رتبه  |
| ------------------------- | -------- | ------- | -------- | ----- |
| تپانچه هوایی ده متر پسران | ۶۲۴و۸    | ۲ Q     | ۲۰۴و۳    | 2     |